# トアイソン県
トアイソン県（トアイソンけん、ベトナム語：Huyện Thoại Sơn / 縣瑞山?）は、ベトナム社会主義共和国アンザン省の県。面積は458.69km²、人口は180,951人（2000年）である。

## 行政区画
3市鎮14社から構成される。